# Кингстон (Јамајка)
Кингстон је главни град Јамајке. Има 652.000 становника. Налази се на југоисточној обали острва. У западној хемисфери Кингстон је највећи англофонски град јужно од САД.
Органи локалне управе парохија Кингстон и Сент Ендру су спојени Законом о корпорацији Кингстона и Сент Ендруа из 1923. да би се формирала Корпорација Кингстон и Сент Ендру (KSAC). Шири Кингстон, или „корпоративна област“ односи се на оне области под KSAC; међутим, то се не односи само на парохију Кингстон, која се састоји само од старог центра града и Порт Ројала. Парохија Кингстон је имала 89.057 становника, а жупа Сент Андреја имала је 573.369 становника у 2011. Кингстон се граничи само са Сент Ендруом на истоку, западу и северу. Географска граница за парохију Кингстон обухвата следеће заједнице: Тиволи Гарденс, Денхам таун, Реј таун, Кингстон Гарденс, Парк националних хероја, Бормет Гарденс, Норман Гарденс, Ренок Лоџ, Спрингфилд и Порт Ројал, заједно са деловима Ролингтон града, Франклин града и Олман града.

## Географија

### Клима
Кингстон има тропску климу, специфично тропску влажну и суву климу (Aw/As), која се граничи са топлом полусушном климом (BSh). Карактерише га влажна сезона од маја до новембра, која се поклапа са сезоном урагана, и сушна сезона од децембра до априла. Током сушне сезоне нема много падавина, међутим, у том периоду се јављају хладни и стационарни фронтови, који често доносе јаке пљускове, посебно у марту. Кингстон је у кишној сенци Плавих планина; стога, мало или нимало влаге коју носе североисточни пасати не пада преко Кингстона, узрокујући да Кингстон буде веома сув у поређењу са Портландом и Светом Мери на ветровитој страни Плавих планина. Кингстон се налази на приобалној локацији, те је под утицајем мора, иако густи урбани развој може негирати овај ефекат. У 21. веку, Кингстон је искусио температуре до 38,8 °C (102 °F) и чак 13,4 °C (56 °F). Између 1895. и 1990. године забележена је укупна просечна количина падавина од 813 mm (32,0 in), највећа месечна просечна количина падавина забележена у октобру  177 mm (7,0 in), а најнижа месечна просечна количина падавина забележена у марту 18 mm (0,71 in). Магла, град, грмљавина и торнада су изузетно ретки.
| Клима Кинстона (Сент Џорџ колеџ, Јамајка) | Клима Кинстона (Сент Џорџ колеџ, Јамајка) | Клима Кинстона (Сент Џорџ колеџ, Јамајка) | Клима Кинстона (Сент Џорџ колеџ, Јамајка) | Клима Кинстона (Сент Џорџ колеџ, Јамајка) | Клима Кинстона (Сент Џорџ колеџ, Јамајка) | Клима Кинстона (Сент Џорџ колеџ, Јамајка) | Клима Кинстона (Сент Џорџ колеџ, Јамајка) | Клима Кинстона (Сент Џорџ колеџ, Јамајка) | Клима Кинстона (Сент Џорџ колеџ, Јамајка) | Клима Кинстона (Сент Џорџ колеџ, Јамајка) | Клима Кинстона (Сент Џорџ колеџ, Јамајка) | Клима Кинстона (Сент Џорџ колеџ, Јамајка) | Клима Кинстона (Сент Џорџ колеџ, Јамајка) |
| Показатељ \ Месец                         | .Јан.                                     | .Феб.                                     | .Мар.                                     | .Апр.                                     | .Мај.                                     | .Јун.                                     | .Јул.                                     | .Авг.                                     | .Сеп.                                     | .Окт.                                     | .Нов.                                     | .Дец.                                     | .Год.                                     |
| ----------------------------------------- | ----------------------------------------- | ----------------------------------------- | ----------------------------------------- | ----------------------------------------- | ----------------------------------------- | ----------------------------------------- | ----------------------------------------- | ----------------------------------------- | ----------------------------------------- | ----------------------------------------- | ----------------------------------------- | ----------------------------------------- | ----------------------------------------- |
| Максимум, °C (°F)                         | 30,3 (86,5)                               | 30,2 (86,4)                               | 30,7 (87,3)                               | 31,1 (88)                                 | 31,6 (88,9)                               | 32,1 (89,8)                               | 32,8 (91)                                 | 32,7 (90,9)                               | 32,1 (89,8)                               | 31,7 (89,1)                               | 31,2 (88,2)                               | 30,6 (87,1)                               | 31,4 (88,5)                               |
| Минимум, °C (°F)                          | 21,1 (70)                                 | 21,0 (69,8)                               | 21,6 (70,9)                               | 22,6 (72,7)                               | 23,6 (74,5)                               | 24,2 (75,6)                               | 24,3 (75,7)                               | 24,2 (75,6)                               | 24,0 (75,2)                               | 23,4 (74,1)                               | 22,8 (73)                                 | 21,8 (71,2)                               | 22,9 (73,2)                               |
| Количина падавина, mm (in)                | 18 (0,71)                                 | 19 (0,75)                                 | 20 (0,79)                                 | 39 (1,54)                                 | 100 (3,94)                                | 74 (2,91)                                 | 42 (1,65)                                 | 98 (3,86)                                 | 114 (4,49)                                | 177 (6,97)                                | 65 (2,56)                                 | 47 (1,85)                                 | 813 (32,01)                               |
| Дани са падавинама                        | 5                                         | 5                                         | 5                                         | 7                                         | 8                                         | 7                                         | 6                                         | 9                                         | 11                                        | 14                                        | 10                                        | 6                                         | 93                                        |
| Релативна влажност, % (у 13:00 ч.)        | 64                                        | 64                                        | 64                                        | 66                                        | 68                                        | 67                                        | 64                                        | 66                                        | 71                                        | 73                                        | 69                                        | 65                                        | 67                                        |
| Сунчани сати — месечни просек             | 257,3                                     | 240,1                                     | 260,4                                     | 258,0                                     | 254,2                                     | 237,0                                     | 260,4                                     | 257,3                                     | 213,0                                     | 223,2                                     | 222,0                                     | 235,6                                     | 2.918,5                                   |
| Сунчани сати — дневни просек              | 8,3                                       | 8,5                                       | 8,4                                       | 8,6                                       | 8,2                                       | 7,9                                       | 8,4                                       | 8,3                                       | 7,1                                       | 7,2                                       | 7,4                                       | 7,6                                       | 7,99                                      |
| Извор: Meteorological Service (Jamaica)   |                                           |                                           |                                           |                                           |                                           |                                           |                                           |                                           |                                           |                                           |                                           |                                           |                                           |

| Клима Кингстона, Јамајка (Међународни аеродром Норман Манли) екстреми 1852–садашњост | Клима Кингстона, Јамајка (Међународни аеродром Норман Манли) екстреми 1852–садашњост | Клима Кингстона, Јамајка (Међународни аеродром Норман Манли) екстреми 1852–садашњост | Клима Кингстона, Јамајка (Међународни аеродром Норман Манли) екстреми 1852–садашњост | Клима Кингстона, Јамајка (Међународни аеродром Норман Манли) екстреми 1852–садашњост | Клима Кингстона, Јамајка (Међународни аеродром Норман Манли) екстреми 1852–садашњост | Клима Кингстона, Јамајка (Међународни аеродром Норман Манли) екстреми 1852–садашњост | Клима Кингстона, Јамајка (Међународни аеродром Норман Манли) екстреми 1852–садашњост | Клима Кингстона, Јамајка (Међународни аеродром Норман Манли) екстреми 1852–садашњост | Клима Кингстона, Јамајка (Међународни аеродром Норман Манли) екстреми 1852–садашњост | Клима Кингстона, Јамајка (Међународни аеродром Норман Манли) екстреми 1852–садашњост | Клима Кингстона, Јамајка (Међународни аеродром Норман Манли) екстреми 1852–садашњост | Клима Кингстона, Јамајка (Међународни аеродром Норман Манли) екстреми 1852–садашњост | Клима Кингстона, Јамајка (Међународни аеродром Норман Манли) екстреми 1852–садашњост |
| Показатељ \ Месец                                                                    | .Јан.                                                                                | .Феб.                                                                                | .Мар.                                                                                | .Апр.                                                                                | .Мај.                                                                                | .Јун.                                                                                | .Јул.                                                                                | .Авг.                                                                                | .Сеп.                                                                                | .Окт.                                                                                | .Нов.                                                                                | .Дец.                                                                                | .Год.                                                                                |
| ------------------------------------------------------------------------------------ | ------------------------------------------------------------------------------------ | ------------------------------------------------------------------------------------ | ------------------------------------------------------------------------------------ | ------------------------------------------------------------------------------------ | ------------------------------------------------------------------------------------ | ------------------------------------------------------------------------------------ | ------------------------------------------------------------------------------------ | ------------------------------------------------------------------------------------ | ------------------------------------------------------------------------------------ | ------------------------------------------------------------------------------------ | ------------------------------------------------------------------------------------ | ------------------------------------------------------------------------------------ | ------------------------------------------------------------------------------------ |
| Апсолутни максимум, °C (°F)                                                          | 35,1 (95,2)                                                                          | 34,8 (94,6)                                                                          | 35,1 (95,2)                                                                          | 35,7 (96,3)                                                                          | 35,0 (95)                                                                            | 36,9 (98,4)                                                                          | 37,1 (98,8)                                                                          | 36,1 (97)                                                                            | 35,8 (96,4)                                                                          | 35,4 (95,7)                                                                          | 37,1 (98,8)                                                                          | 35,0 (95)                                                                            | 37,1 (98,8)                                                                          |
| Максимум, °C (°F)                                                                    | 29,8 (85,6)                                                                          | 29,6 (85,3)                                                                          | 29,8 (85,6)                                                                          | 30,3 (86,5)                                                                          | 30,8 (87,4)                                                                          | 31,2 (88,2)                                                                          | 31,7 (89,1)                                                                          | 31,9 (89,4)                                                                          | 31,7 (89,1)                                                                          | 31,3 (88,3)                                                                          | 31,1 (88)                                                                            | 30,5 (86,9)                                                                          | 30,8 (87,4)                                                                          |
| Минимум, °C (°F)                                                                     | 22,3 (72,1)                                                                          | 22,3 (72,1)                                                                          | 22,9 (73,2)                                                                          | 22,6 (72,7)                                                                          | 24,7 (76,5)                                                                          | 25,3 (77,5)                                                                          | 25,6 (78,1)                                                                          | 25,3 (77,5)                                                                          | 25,3 (77,5)                                                                          | 24,8 (76,6)                                                                          | 24,1 (75,4)                                                                          | 23,1 (73,6)                                                                          | 24,0 (75,2)                                                                          |
| Апсолутни минимум, °C (°F)                                                           | 18,5 (65,3)                                                                          | 18,0 (64,4)                                                                          | 18,0 (64,4)                                                                          | 19,2 (66,6)                                                                          | 20,0 (68)                                                                            | 21,0 (69,8)                                                                          | 20,6 (69,1)                                                                          | 19,9 (67,8)                                                                          | 20,0 (68)                                                                            | 19,0 (66,2)                                                                          | 19,0 (66,2)                                                                          | 18,0 (64,4)                                                                          | 18,0 (64,4)                                                                          |
| Количина падавина, mm (in)                                                           | 18 (0,71)                                                                            | 16 (0,63)                                                                            | 14 (0,55)                                                                            | 27 (1,06)                                                                            | 100 (3,94)                                                                           | 83 (3,27)                                                                            | 40 (1,57)                                                                            | 81 (3,19)                                                                            | 107 (4,21)                                                                           | 167 (6,57)                                                                           | 61 (2,4)                                                                             | 31 (1,22)                                                                            | 745 (29,33)                                                                          |
| Дани са падавинама                                                                   | 10                                                                                   | 8                                                                                    | 7                                                                                    | 9                                                                                    | 11                                                                                   | 7                                                                                    | 6                                                                                    | 6                                                                                    | 9                                                                                    | 12                                                                                   | 11                                                                                   | 9                                                                                    | 105                                                                                  |
| Релативна влажност, % (у 13:00 ч.)                                                   | 81                                                                                   | 77                                                                                   | 76                                                                                   | 78                                                                                   | 78                                                                                   | 75                                                                                   | 75                                                                                   | 76                                                                                   | 78                                                                                   | 78                                                                                   | 80                                                                                   | 81                                                                                   | 78                                                                                   |
| Сунчани сати — месечни просек                                                        | 226,3                                                                                | 211,9                                                                                | 241,8                                                                                | 228,0                                                                                | 229,4                                                                                | 234,0                                                                                | 266,6                                                                                | 254,2                                                                                | 234,0                                                                                | 232,5                                                                                | 225,0                                                                                | 226,3                                                                                | 2.810                                                                                |
| Сунчани сати — дневни просек                                                         | 7,3                                                                                  | 7,5                                                                                  | 7,8                                                                                  | 7,6                                                                                  | 7,4                                                                                  | 7,8                                                                                  | 8,6                                                                                  | 8,2                                                                                  | 7,8                                                                                  | 7,5                                                                                  | 7,5                                                                                  | 7,3                                                                                  | 7,69                                                                                 |
| Извор #1: Meteorological Service (Jamaica)                                           |                                                                                      |                                                                                      |                                                                                      |                                                                                      |                                                                                      |                                                                                      |                                                                                      |                                                                                      |                                                                                      |                                                                                      |                                                                                      |                                                                                      |                                                                                      |
| Извор #2: Meteo Climat (record highs and lows)                                       |                                                                                      |                                                                                      |                                                                                      |                                                                                      |                                                                                      |                                                                                      |                                                                                      |                                                                                      |                                                                                      |                                                                                      |                                                                                      |                                                                                      |                                                                                      |

## Историја
Кингстон је основан 22. јула 1692, као место за избеглице и преживеле после земљотреса који је 1692. године потресао и уништио Порт Ројал. Пре земљотреса, Кингстон је био земљораднички град. Избеглице су поставиле камп на обали мора, а око две хиљаде људи је умрло од заразних болести које су преносили комарци. Град се није развијао до поновног уништења Порт Ројала 1703. Преживели Џон Гоф је створио план о граду уређеном у виду мреже оивиченом Северном, Источном, Западном и Лучком улицом. У следећих петнаест година град је постао највећи јамајчански град и трговински центар ове земље. Влада државе је давала земљу на морској обали избеглицама од пожара и пиратских напада из Порт Ројала, под условом да не узимају више земље него што су имали у матичном граду. Тако су моћни трговци почели да се досељавају у овај град.
Прва бесплатна школа, Волмерс, основана је 1729, а постојало је и позориште, прво у Харбор стриту (лучка улица), а затим 1774 премештено у Норт парејд. И школа и позориште и данас постоје. Гувернер Сир Чарлс Ноулс је 1775 пребацио све владине кабинете из Спениш Тауна у Кингстон, захваљујући лобирању богатих локалних трговаца који су желели да Кингстон постане политички и трговински центар земље - што се и догодило 1872, када је овај град званично постао главни град Јамајке. До краја 18. века више од 3000 зграда је изграђено у овом граду.
Још један велики земљотрес потресао је Кингстон 1907, одузевши животе 800 људи и уништивши готово све историјске зграде лоциране јужно од Норт парејда. Тада је донет закон да се зграде више од 18 m не смеју градити у центру града.

## Становништво
| Година       |
| Становништво |
| ------------ |

## Градови побратими
Кингстон има 5 градова побратима:
- Мајами, САД[9]
- Каламазу, САД
- Топика, САД
- Ковентри, Уједињено Краљевство[10][11]
- Гвадалахара, Мексико[12]
- Шенџен, Кина[13][14][15]
- Виндхук, Намибија[16][17][18]

## Партнерски градови
- Округ Мајами-Дејд
- Ковентри
- Каламазу
- Мајами
- Паневежис
- Шенџен